# Otto Mader
Otto Mader (Norimberga, 17 settembre 1880 – Landeck, 9 settembre 1944) è stato un ingegnere aeronautico tedesco, progettista nella divisione aeronautica della Junkers & Co., in seguito responsabile dell'ufficio tecnico e dirigente nelle successive realtà aziendali Junkers.

## Biografia
Otto Mader nasce a Norimberga il 17 settembre 1880, figlio del Major im Generalstab (maggiore) Franz Mader e della madre Luise. Dopo aver completato gli studi a Monaco di Baviera, tra il 1903 e il 1904 lavora presso la Münchner Maschinenbau-Gesellschaft per poi trasferirsi, l'anno successivo alla MAN di Augusta. Tra il 1906 e il 1909 ha conseguito il dottorato presso l'Università tecnica di Monaco (Technische Universität München - TUM) sotto la guida dell'ingegnere meccanico Wilhelm Lynen, per poi assumere, dal mese di ottobre, l'incarico di assistente privato nel "Laboratorio del Prof. Junkers" (Versuchsanstalt Prof. Junkers) ad Aquisgrana. Nel 1910 sospese la sua attività da Junkers per iscriversi all'Università tecnica di Aquisgrana (TH Aachen) per approfondire gli studi sull'ingegneria termica utilizzando i macchinari a disposizione nel loro laboratorio e dove, nel 1912, ha conseguito un dottorato in metrologia.
Nel 1915, appena istituita, gli viene affidata la gestione della Forschungsanstalt Prof. Junkers, divisione aziendale che si occupa della ricerca sulla fluidodinamica applicata. Qui inizia le prime ricerche sulle applicazioni in campo aeronautico, iniziando prove aerodinamiche nella galleria del vento, e nel mentre studiando le possibilità di utilizzare il duralluminio come materiale da costruzione degli aeromobili. In quel periodo ha collaborato allo sviluppo del primo aeroplano interamente metallico, lo Junkers J 1, incentrando la sua attività nello sviluppo del motore.
Durante la prima guerra mondiale fu, assieme ad Hans Steudel, direttore tecnico della Junkers & Co.
Nel 1922, alla morte di Otto Reuter, gli viene affidato assieme a Ernst Zindel la responsabilità dello sviluppo della Junkers.

## Onorificenze
- Gedenkmünze der Lilienthal-Gesellschaft (1937)
- Goethe-Medaille für Kunst und Wissenschaft (1940)